# Windir
Windir est un groupe de black metal norvégien, originaire de Sogndal. Formé en 1994, le groupe cesse toute activité en 2004 après la mort de son chanteur et fondateur, Terje « Valfar » Bakken.
D'abord composé de son fondateur seulement, le groupe s'élargit et donne des concerts entre 2001 et 2004. Utilisant des instruments peu communs dans le metal (comme l'accordéon) et un ancien dialecte norvégien, Windir est défini par son meneur comme du « sogna-metal », en référence au village natal de ce dernier.

## Biographie
Le groupe est formé à Sogndal en 1994 par Terje « Valfar » Bakken ; le nom Windir signifie « guerrier » en une ancienne langue nordique. Pendant six ans, Valfar reste, par choix, le seul membre du groupe. Il enregistre deux démos en 1995 et 1996, ainsi qu'un premier album, Sóknardalr, qui est produit en 1997 chez le label norvégien Head Not Found/Voices of Wonder ; pour l'enregistrement de ce disque, il est accompagné de Steingrim à la batterie,.
Le second album du groupe, Arntor, est produit par le même label en 1998 et publié en 1999. En plus du batteur Steingrim, Valfar fait cette fois appel à Steinarson pour le chant clair alors que lui-même enregistre le chant éraillé, la guitare, la guitare basse, le synthétiseur et l'accordéon,. Le troisième album du groupe, publié en 2001, s'intitule 1184. Les titres de cet album sont composés à la fois par Valfar et par Hvàll, du groupe Ulcus,. Ce dernier groupe est, comme Windir, né à Sogndal. De nouveaux musiciens s'ajoutent à la formation, permettant au groupe de se produire en concert pour la première fois le 2 novembre 2001 à Sogndal,.
Le 17 janvier 2004, alors que Valfar est porté disparu depuis trois jours, son corps est retrouvé dans la vallée de Sogndal. La médecine légale révèle qu'il est mort d'hypothermie,. Le 3 septembre 2004, Valfar aurait fêté son vingt-sixième anniversaire : les membres du groupe, encouragés par la famille du défunt, décident de donner à cette occasion un dernier concert et de publier un dernier album ce même jour. Le concert se déroule à Oslo ; le chant est assuré par le guitariste du groupe (Sture), par le frère de Valfar, Vegard et par Cosmocrater du groupe Mindgrinder. Les groupes Enslaved, Finntroll et Mindgrinder rejoignent Windir lors de ce concert. Ce concert est disponible sur le DVD Sognametal. Le double album Valfar, ein Windir est publié le 3 septembre 2004 par le label Tabu Recordings. Les revenus liés à la vente de cet album sont reversés à la famille du défunt,.
La même année, le groupe Vreid est formé des cendres de Windir à l'initiative de Hváll,.

## Style musical
Pour Valfar, Windir n'était ni du black metal ni du viking metal ; il aurait plutôt défini son groupe comme un groupe de « black/viking metal épique » mais préférait son terme propre : « sogna-metal ». À propos de l'album 1184, il dit qu'il n'y a pas de description exacte du style de l'album mais que s'il y était obligé, il le décrirait néanmoins comme du black metal atmosphérique.
Les paroles sont écrites et chantées en saognamaol, un ancien dialecte de la région de Sogndal ; l'album 1184 est toutefois une exception : les paroles sont parfois en anglais. Ce dialecte est difficilement compréhensible pour les autres Norvégiens, ayant pour particularité cette sonorité norroise ao (á). Les textes sont fortement identitaires et sont principalement axés sur la période chrétienne et terminale de l'ère viking, en particulier autour de la bataille de Fimreite et de l'imposture du roi Sverre de Norvège.[réf. nécessaire] Cette influence et recette se retrouve en héritage dans une kyrielle de jeunes formations locales, à commencer par les deux principaux groupes issus de la séparation de Windir après le décès de Terje Bakken : Cor Scorpii et Vreid. Les autres groupes, tous de la région de l'Inner Sogn, sont Sigtyr, Feigd, et Mistur.

## Membres

### Derniers membres
- Steingrim – batterie (session) (1994-2001), batterie (2001-2004)[1]
- Terje « Valfar » Bakken – chant, clavier, guitare, accordéon (1994-2004 ; décédé en 2004)[1]
- Hváll – basse (2001-2004)[1]
- Strom – guitare solo (2001-2004)[1]
- Sture – guitare rythmique (2001-2004), chant (2004)[1]
- Righ – clavier (2001-2004)[1]

### Anciens membres
- Sorg – guitare (1994-1996)[1]

## Discographie

### Albums studio
- 1997 : Sóknardalr
- 1999 : Arntor
- 2001 : 1184
- 2003 : Likferd

### Autres
- 2004 : Valfar, ein Windir (best-of)
- 2004 : SognaMetal (DVD)